# Aigle (Vaud)
Aigle (njemački: Älen) je mjesto u Švicarskoj u kantonu Vaud. Aigle na francuskom jeziku znači orao.

## Gospodarstvo
Veće tvrtke u Aiglu su:
- Zwahlen et Mayr

## Poznate osobe
- Sébastien Buemi, (*1988.), vozač automobilističkih utrka

## Vanjske poveznice
- Službena stranica